# Kraczewice Prywatne
Kraczewice Prywatne (prononciation [krat͡ʂɛˈvit͡sɛ prɨˈvatnɛ]) est un village de la gmina de Poniatowa du powiat d'Opole Lubelskie dans la voïvodie de Lublin, située dans l'est de la Pologne.
Le village possédait une population de 1 000 habitants en 2006.

## Histoire
De 1975 à 1998, la ville est attachée administrativement à l'ancienne Lublin.

Depuis 1999, elle fait partie de la nouvelle voïvodie de Lublin.

## Galerie
Quelques vues de Kraczewice Prywatne

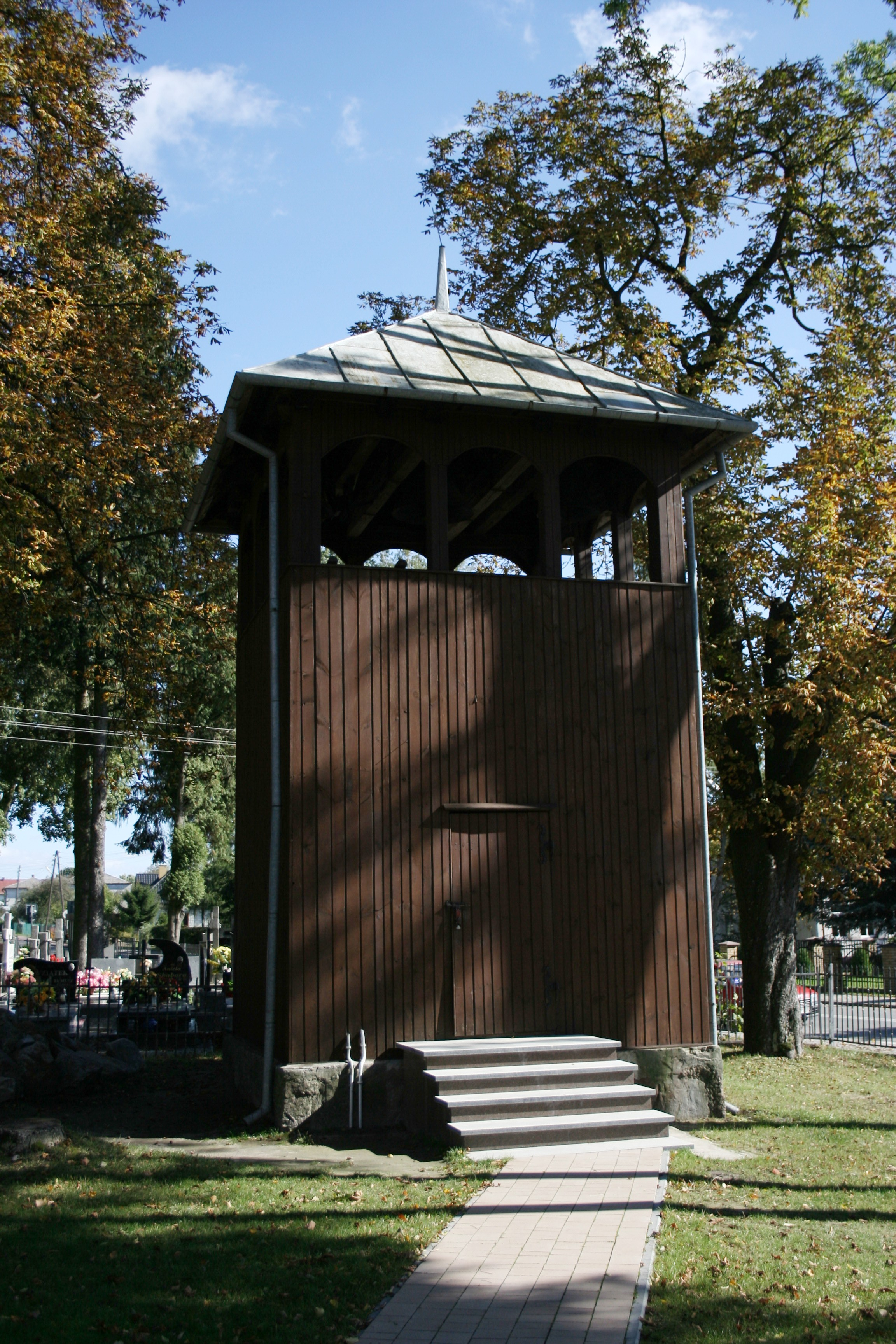
Beffroi
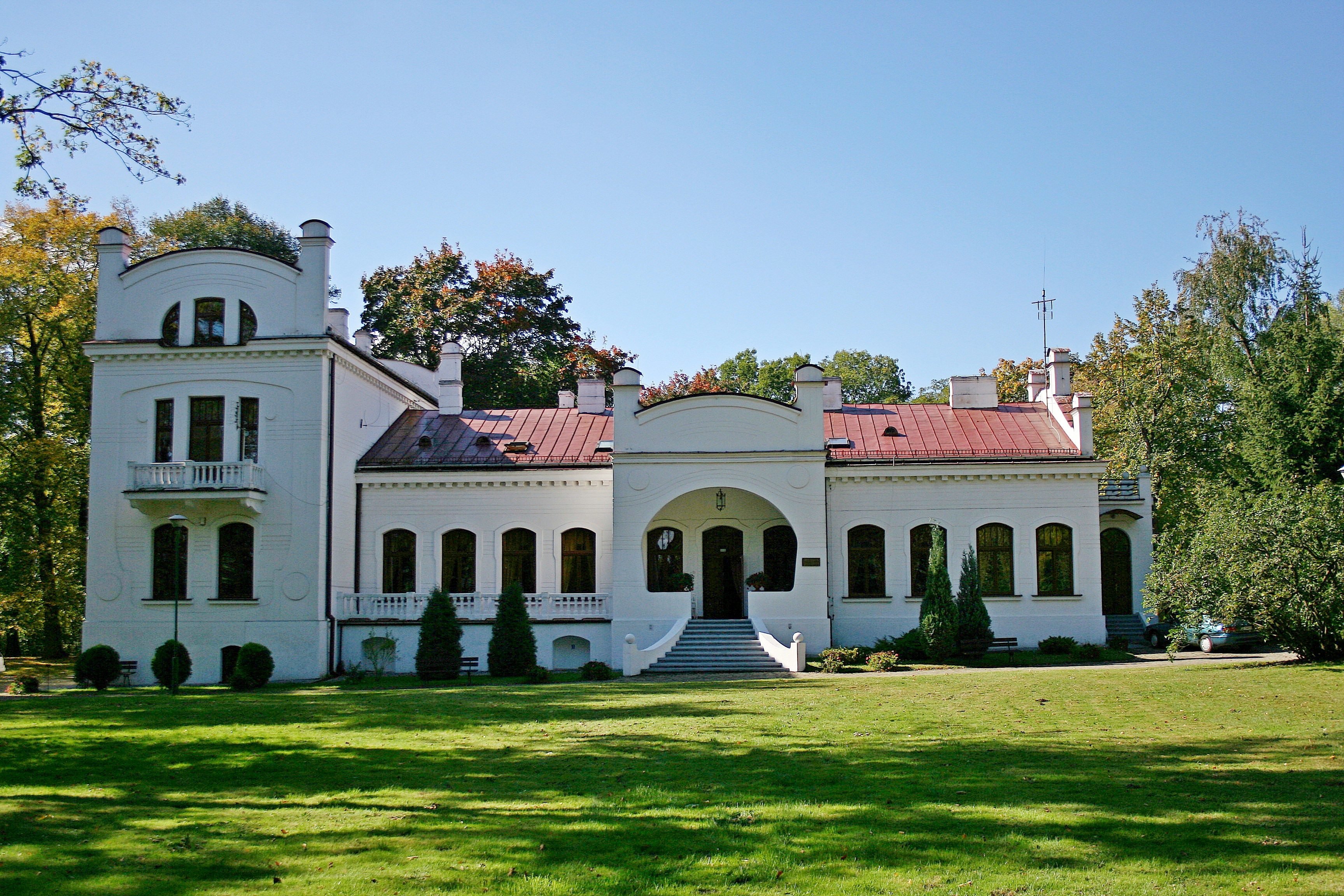
Palais
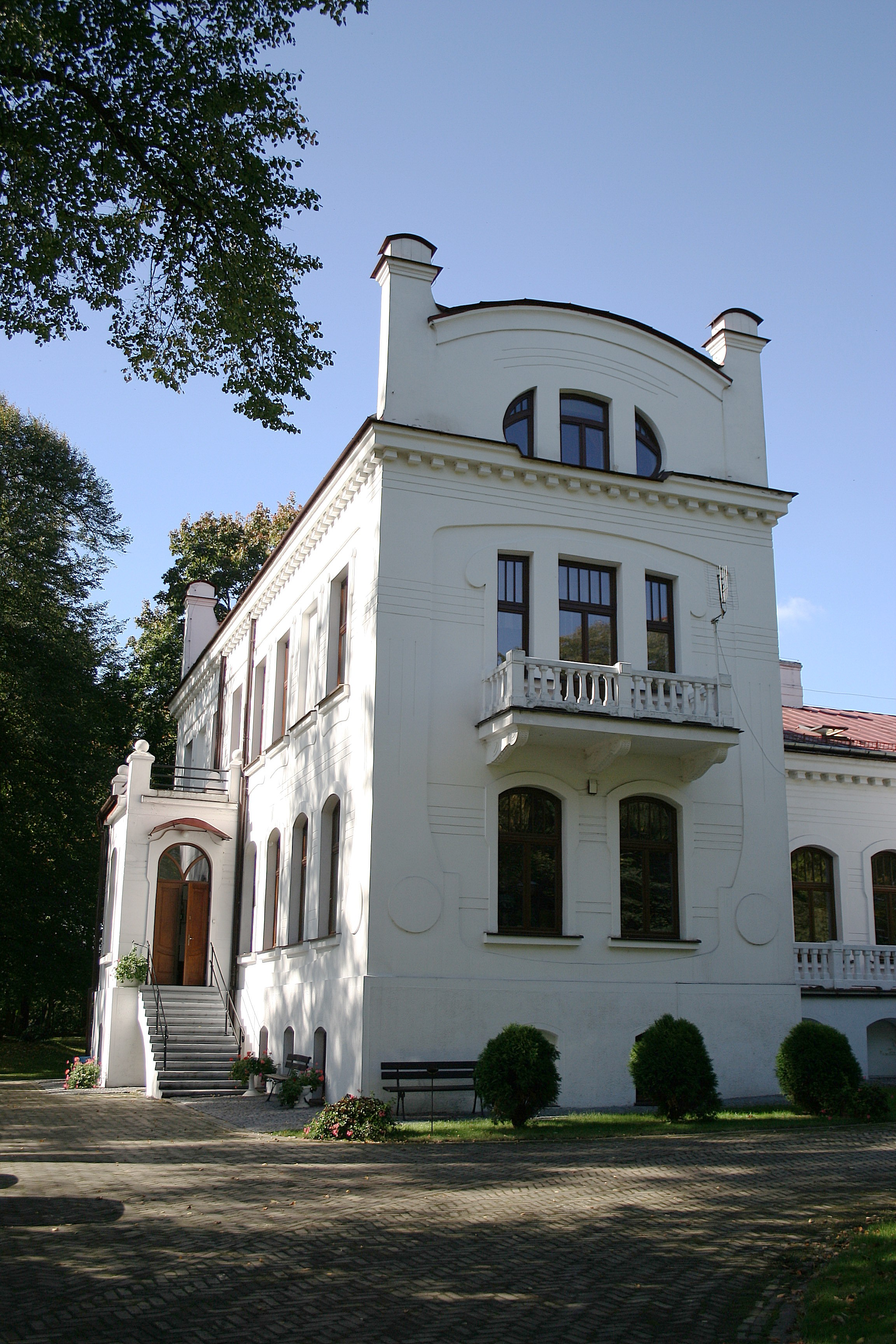
Palais
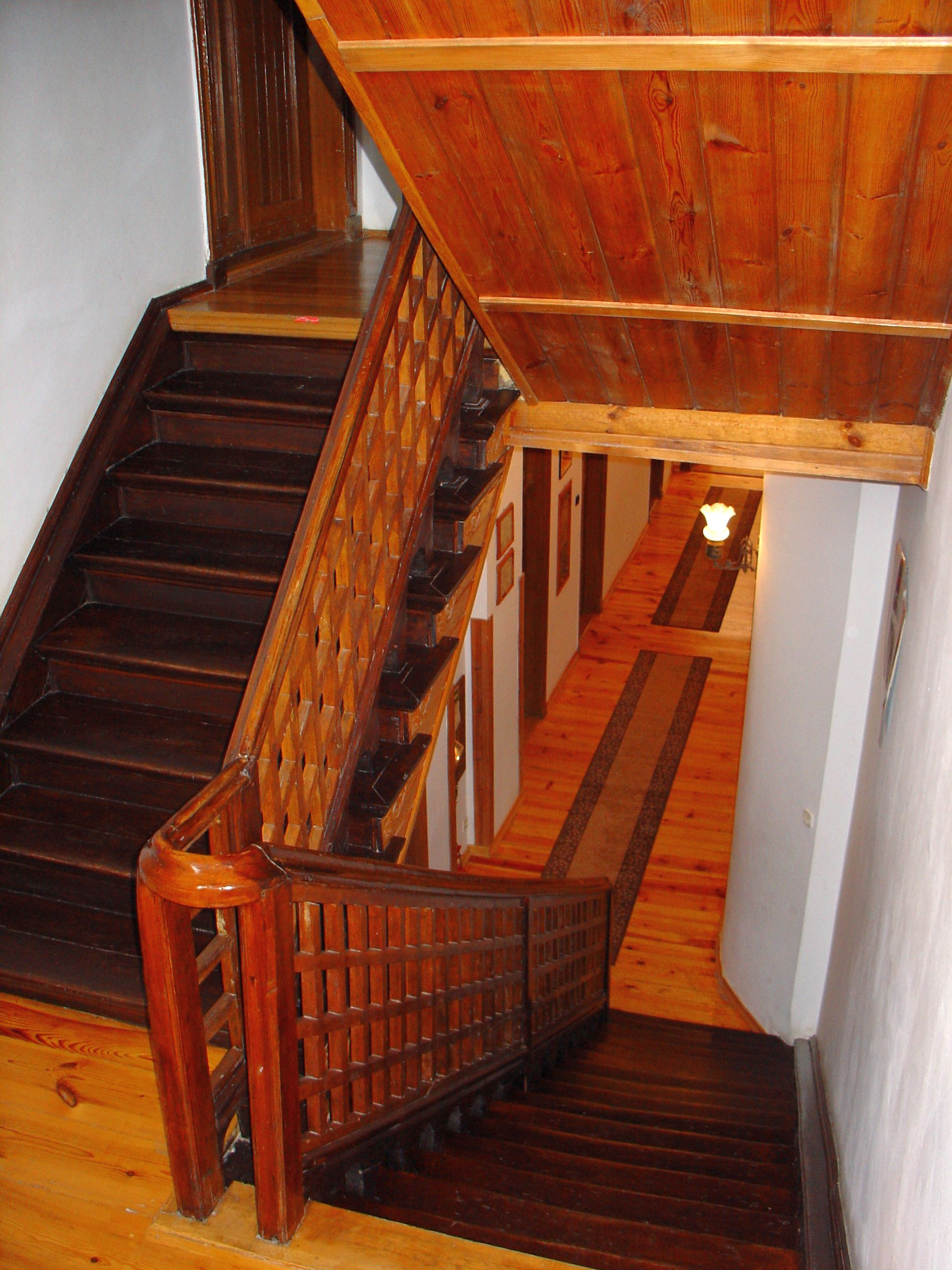
L'escalier dans le palais
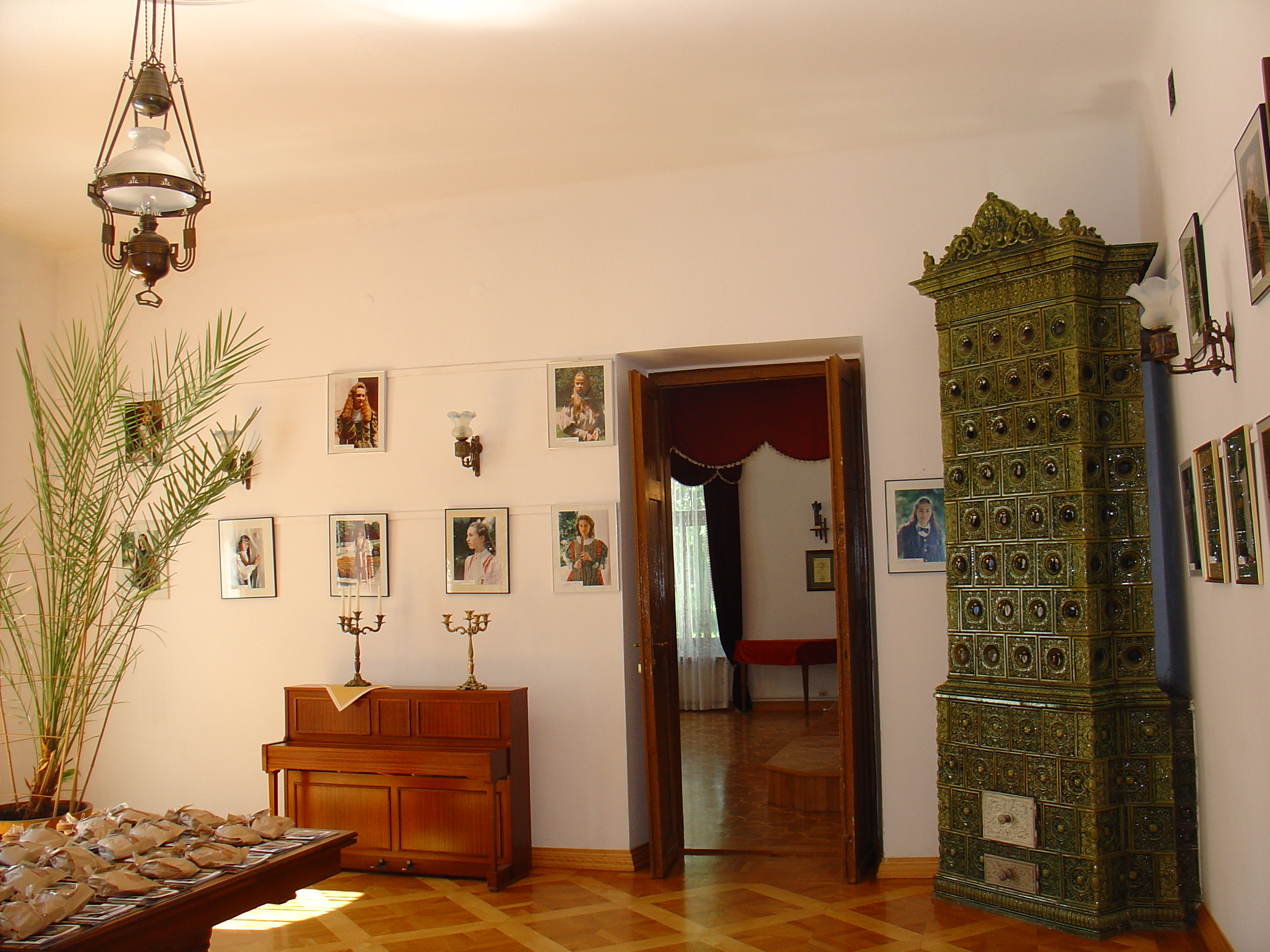
Séjour avec poêle en faïence dans le palais